# دانشگاه کاتولیک پاپی شیلی

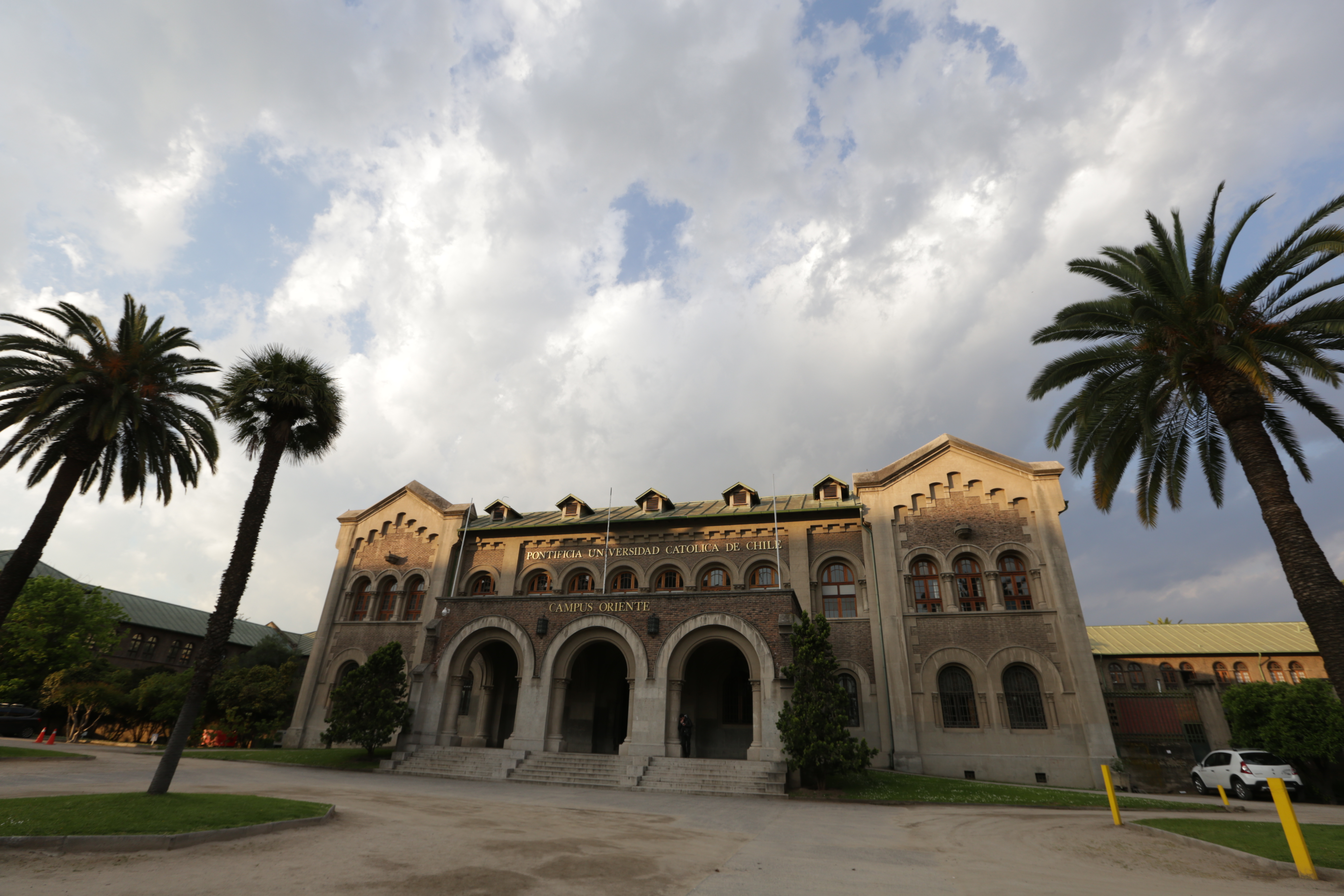
دانشگاه کاتولیک پاپی شیلی

دانشگاه کاتولیک پاپی شیلی (اسپانیایی: Pontificia Universidad Católica de Chile‎) یکی از شش دانشگاه کاتولیک در دستگاه دانشگاهی شیلی و یکی از دو دانشگاه پاپی در این کشور است. این دانشگاه یکی از قدیمی‌ترین دانشگاه‌های شیلی و یکی از شناخته‌شده‌ترین موسسات‌آموزشی در آمریکای لاتین است. این دانشگاه در ۲۱ ژوئن ۱۸۸۸ تأسیس شده و در حال حاضر ۲۳٬۶۱۳ دانشجوی کارشناسی، ۴٬۶۹۸ دانشجوی تحصیلات تکمیلی و ۱٬۶۵۲ استاد تمام‌وقت دارد.